# 桑德斯縣 (蒙大拿州)
桑德斯縣（英語：Sanders County）是美國蒙大拿州西北部的一個縣，西鄰愛達荷州。面積7,226平方公里。根据美國2000年人口普查，共有人口10,227人。治所湯普森福爾斯 (Thompson Falls)。
成立於1905年2月7日。縣名紀念聯邦參議員威爾伯·F·桑德斯 (Wilbur Fisk Sanders)。